# O. J. Mayo
Pour les articles homonymes, voir Mayo.
Ovinton J'Anthony Mayo dit O. J. Mayo est un joueur américain de basket-ball né à Huntington, Virginie-Occidentale le 5 novembre 1987. Mayo joue en position d'arrière et mesure 1,93 m.

## Biographie
Il est couronné Mr. Basketball of Ohio, c'est-à-dire le meilleur joueur masculin évoluant au lycée en Ohio ainsi que meilleur joueur de Division III par l'Associated Press en 2005 et 2006. Mayo tourne alors à 38 points, 8 rebonds et 8 passes décisives par rencontre. En 2006 il apparaît sur la couverture du magazine de sport Sports Illustrated.
En mai 2008, la chaîne ESPN rapporte qu'un ancien proche de Mayo a déclaré que le joueur a reçu de nombreux cadeaux du promoteur sportif Rodney Guillory pendant sa saison universitaire. Ces cadeaux sont en violation des règles de la NCAA. Mayo nie avoir reçu des cadeaux de Guillory.
À la suite de la modification des règles d'admissibilité à la National Basketball Association (NBA), Mayo doit passer une année à l'université avant de se déclarer à la draft. Il choisit d'évoluer pour l'université du Sud de la Californie située à Los Angeles. Après une année d'université, il est drafté par les Timberwolves du Minnesota en troisième position du premier tour de la draft 2008 de la NBA. Ses droits sont tout de suite envoyés aux Grizzlies de Memphis avec Marko Jarić, Antoine Walker et Greg Buckner, contre Mike Miller, Brian Cardinal, Jason Collins et Kevin Love.
Il signe un contrat avec les Grizzlies le 8 juillet 2008. Durant sa première année en NBA, il est titulaire lors des 82 rencontres de la saison régulière. Il marque 30 points ou plus 7 fois et il finit la saison avec 18,5 points de moyenne par rencontre. Il termine deuxième derrière Derrick Rose au NBA Rookie of the Year 2009 et figure dans la NBA All-Rookie First Team 2009. Le 1er novembre 2009, il établit son record de points en NBA avec 40 points (17/25) contre les Nuggets de Denver et permet aux Grizzlies de Memphis de finir dixième de la Conférence Ouest. Il figure dans la liste de joueurs potentiellement présent au Mondial de Basketball 2010.
En 2011, il est suspendu 10 jours par la NBA pour infraction à la charte antidopage de la NBA
En juillet 2012, il signe un contrat avec les Mavericks de Dallas.
En juillet 2013, il signe un contrat avec les Bucks de Milwaukee.
En juillet 2016, il est banni de la NBA pour avoir enfreint le programme antidopage de la ligue. Mayo peut demander sa réintégration à la NBA en 2018.
En septembre 2021, Mayo s'engage pour une saison avec l'UNICS Kazan, club russe qui participe à l'Euroligue,.

## Statistiques

### Universitaires
Les statistiques en matchs universitaires d'O. J. Mayo sont les suivantes :
| Saison    | Équipe | Matchs | Titul. | Min./m | % Tir | % 3pts | % LF | Rbds/m. | Pass/m. | Int/m. | Ctr/m. | Pts/m. |
| --------- | ------ | ------ | ------ | ------ | ----- | ------ | ---- | ------- | ------- | ------ | ------ | ------ |
| 2007-2008 | USC    | 33     | 32     | 36,8   | 44,2  | 40,9   | 80,3 | 4,55    | 3,30    | 1,55   | 0,39   | 20,73  |
| Total     |        | 33     | 32     | 36,8   | 44,2  | 40,9   | 80,3 | 4,55    | 3,30    | 1,55   | 0,39   | 20,73  |

### Professionnels

#### Saison régulière
gras = ses meilleures performances
| Saison    | Équipe    | Matchs | Titul. | Min./m | % Tir | % 3pts | % LF | Rbds/m. | Pass/m. | Int/m. | Ctr/m. | Pts/m. |
| --------- | --------- | ------ | ------ | ------ | ----- | ------ | ---- | ------- | ------- | ------ | ------ | ------ |
| 2008-2009 | Memphis   | 82     | 82     | 38,1   | 43,8  | 38,4   | 87,9 | 3,76    | 3,20    | 1,11   | 0,16   | 18,49  |
| 2009-2010 | Memphis   | 82     | 82     | 38,0   | 45,8  | 38,3   | 80,9 | 3,79    | 2,95    | 1,20   | 0,21   | 17,46  |
| 2010-2011 | Memphis   | 71     | 17     | 26,3   | 40,7  | 36,4   | 75,6 | 2,39    | 2,04    | 1,03   | 0,37   | 11,31  |
| 2011-2012 | Memphis   | 66     | 0      | 26,8   | 40,8  | 36,4   | 77,3 | 3,18    | 2,56    | 1,09   | 0,35   | 12,62  |
| 2012-2013 | Dallas    | 82     | 82     | 35,5   | 44,9  | 40,7   | 82,0 | 3,55    | 4,40    | 1,13   | 0,28   | 15,30  |
| 2013-2014 | Milwaukee | 52     | 23     | 25,9   | 40,7  | 37,0   | 86,4 | 2,38    | 2,17    | 0,54   | 0,25   | 11,69  |
| 2014-2015 | Milwaukee | 71     | 15     | 23,9   | 42,2  | 35,7   | 82,7 | 2,63    | 2,77    | 0,80   | 0,25   | 11,35  |
| 2015-2016 | Milwaukee | 41     | 24     | 26,6   | 37,1  | 32,1   | 77,5 | 2,56    | 2,88    | 1,17   | 0,20   | 7,83   |
| Total     |           | 547    | 325    | 30,9   | 42,9  | 37,3   | 82,0 | 3,12    | 2,94    | 1,02   | 0,26   | 13,85  |

#### Playoffs
gras = ses meilleures performances
| Saison | Équipe    | Matchs | Titul. | Min./m | % Tir | % 3pts | % LF  | Rbds/m. | Pass/m. | Int/m. | Ctr/m. | Pts/m. |
| ------ | --------- | ------ | ------ | ------ | ----- | ------ | ----- | ------- | ------- | ------ | ------ | ------ |
| 2011   | Memphis   | 13     | 2      | 27,9   | 38,8  | 40,8   | 79,3  | 3,15    | 2,38    | 0,85   | 0,31   | 11,31  |
| 2012   | Memphis   | 7      | 0      | 23,3   | 27,4  | 29,2   | 77,8  | 3,57    | 2,14    | 1,29   | 0,14   | 8,86   |
| 2015   | Milwaukee | 6      | 0      | 26,0   | 33,3  | 31,6   | 100,0 | 3,33    | 3,00    | 1,17   | 0,17   | 9,00   |
| Total  |           | 26     | 2      | 26,2   | 34,8  | 35,9   | 82,4  | 3,31    | 2,46    | 1,04   | 0,23   | 10,12  |

## Records personnels sur une rencontre en NBA
Les records personnels d'O. J. Mayo, officiellement recensés par la NBA sont les suivants :
| Type de statistique        | Saison régulière | Saison régulière                              | Saison régulière                  | Playoffs | Playoffs                                 | Playoffs                  |
| Type de statistique        | Record           | Adversaire                                    | Date                              | Record   | Adversaire                               | Date                      |
| -------------------------- | ---------------- | --------------------------------------------- | --------------------------------- | -------- | ---------------------------------------- | ------------------------- |
| Points                     | 40               | @ Nuggets de Denver @ Rockets de Houston      | 1er novembre 2009 8 décembre 2012 | 20       | Clippers de Los Angeles                  | 2 mai 2012                |
| Paniers marqués            | 17               | @ Nuggets de Denver                           | 1er novembre 2009                 | 7        | Thunder d'Oklahoma City                  | 9 mai 2011                |
| Paniers tentés             | 26               | @ Rockets de Houston                          | 8 décembre 2012                   | 18       | Thunder d'Oklahoma City                  | 7 mai 2011                |
| Paniers à 3 points réussis | 7                | Bobcats de Charlotte @ Sixers de Philadelphie | 3 novembre 2012 24 février 2014   | 4        | 3 fois                                   |                           |
| Paniers à 3 points tentés  | 12               | Kings de Sacramento                           | 25 novembre 2015                  | 7        | Clippers de Los Angeles                  | 2 mai 2012                |
| Lancers francs réussis     | 12               | Rockets de Houston                            | 16 novembre 2013                  | 6        | Clippers de Los Angeles                  | 2 mai 2012                |
| Lancers francs tentés      | 13               | Rockets de Houston                            | 16 novembre 2013                  | 6        | 3 fois                                   |                           |
| Rebonds offensifs          | 5                | @ Bulls de Chicago                            | 4 mars 2010                       | 2        | Thunder d'Oklahoma City                  | 7 mai 2011 9 mai 2011     |
| Rebonds défensifs          | 13               | Hornets de La Nouvelle-Orléans                | 9 février 2009                    | 9        | @ Clippers de Los Angeles                | 5 mai 2012                |
| Rebonds totaux             | 16               | Hornets de La Nouvelle-Orléans                | 9 février 2009                    | 9        | @ Clippers de Los Angeles                | 5 mai 2012                |
| Passes décisives           | 12               | Rockets de Houston                            | 16 novembre 2013                  | 5        | Thunder d'Oklahoma City                  | 9 mai 2011                |
| Interceptions              | 5                | Nuggets de Denver @ Hawks d'Atlanta           | 28 décembre 2012 20 février 2016  | 4        | Thunder d'Oklahoma City Bulls de Chicago | 13 mai 2011 25 avril 2015 |
| Contres                    | 2                | 16 fois                                       |                                   | 2        | Thunder d'Oklahoma City                  | 7 mai 2011                |
| Balles perdues             | 9                | @ Celtics de Boston                           | 12 décembre 2012                  | 5        | @ Clippers de Los Angeles                | 5 mai 2012                |
| Minutes jouées             | 52               | @ Spurs de San Antonio @ Celtics de Boston    | 27 décembre 2008 12 décembre 2012 | 42       | Thunder d'Oklahoma City                  | 7 mai 2011                |

- Double-double : 4 (au terme de la saison 2015/2016)
- Triple-double : aucun.

## Palmarès et distinctions

### Distinctions personnelles

#### Au lycée
- McDonald's All-American Team (2007).
- McDonald's All-American Game MVP (2007).

#### En NCAA
- All-Pac-10 First Team (2008).
- Pac 10 All-Freshman Team (2008).
- Pac 10 All-Defensive Team (2008).

#### En NBA
- NBA All-Rookie First Team en 2009.
- Rookie du mois de la Conférence Ouest en novembre 2008 et avril 2009.